# Геребен, Эрнё
Эрнё Геребен (18 июня 1907, Шопрон — 16 мая 1988, Тун) — швейцарский, ранее венгерский шахматист; международный мастер (1950).
С 1956 жил в Швейцарии. Участник ряда чемпионатов Венгрии и Олимпиады 1954 в составе национальной команды. В чемпионатах Швейцарии: 1957 — 3-е; 1958 — 4-е; 1961 — 2-е места. Лучшие результаты в международных турнирах: Сопот (1951) — 1-е; Сан-Бенедетто-дель-Тронто (1957) — 2-е; Гастингс (1958/1959) — 3-е; Богнор-Риджис (1959) — 1—2-е; Цюрих (1960) — 4—5-е; Реджо-нель-Эмилия (1963/1964) — 1—4-е; Бевервейк (1965) — 5-е; Амстердам (1967) — 2—5-е места.